# 地球外の記念碑のリスト

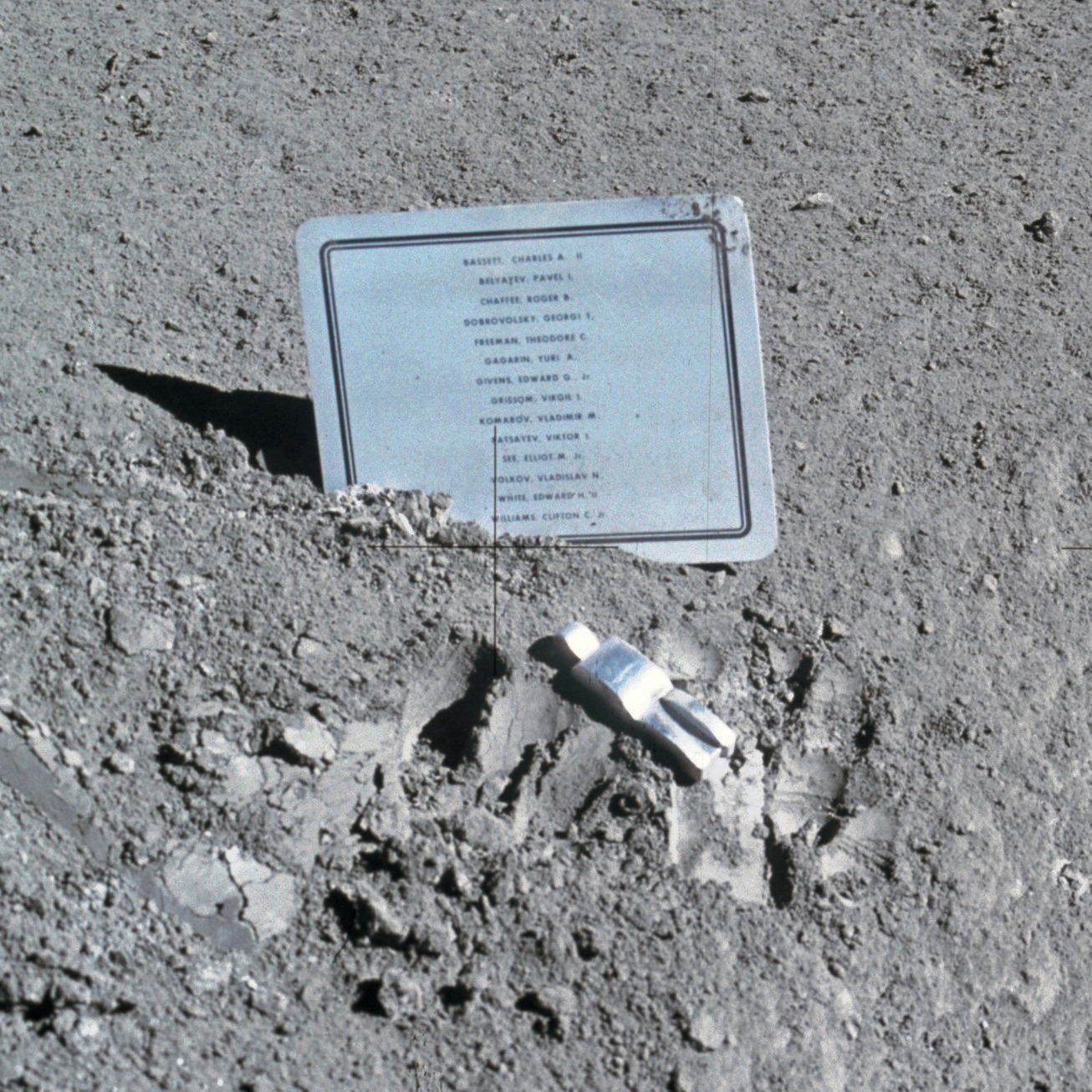
アポロ15号のミッション中に配置された、月の「フォーリン アストロノーツ」の像と宇宙飛行士の名が刻まれたプラーク（1971年）

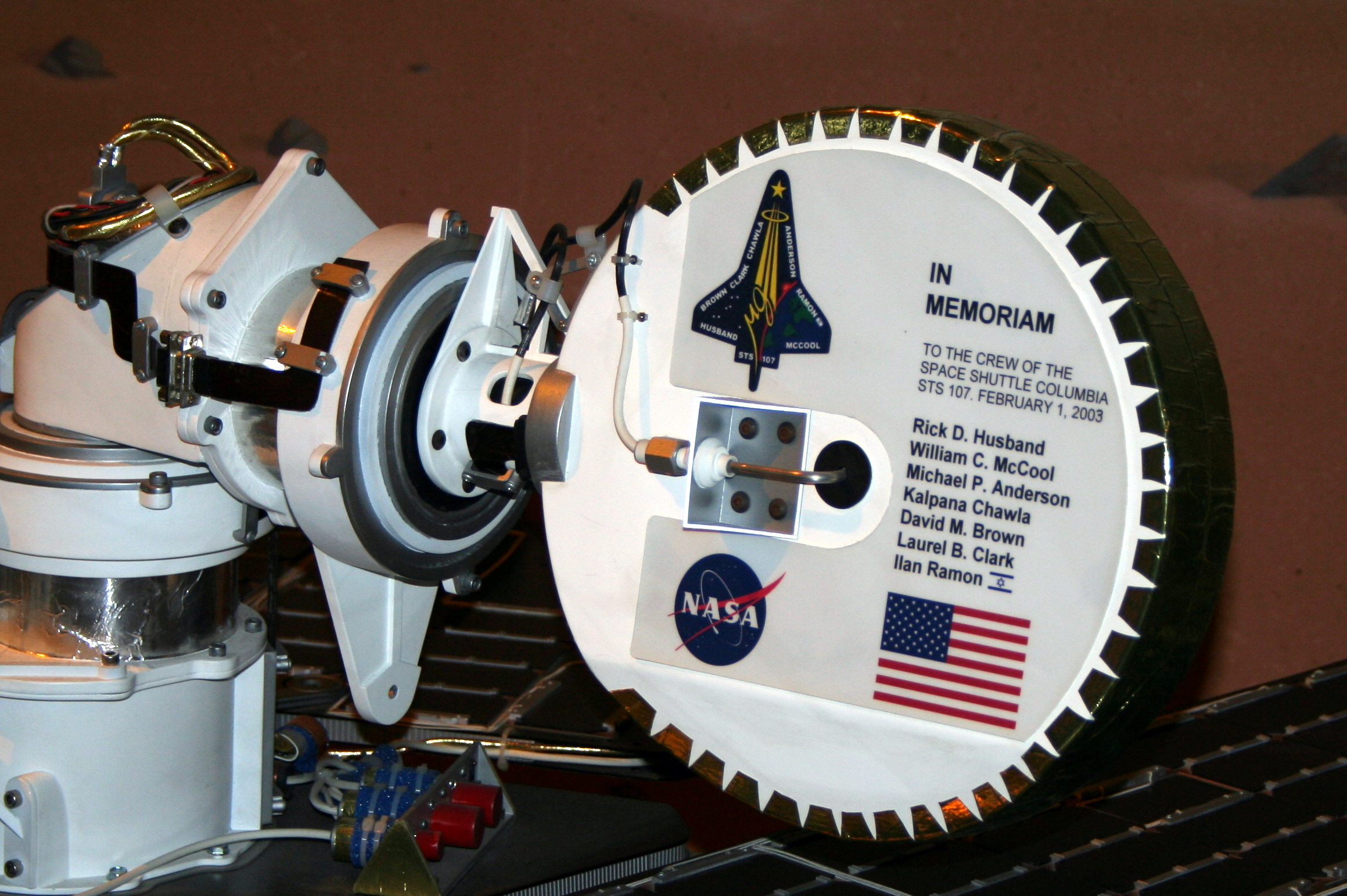
火星探査車スピリットには、スペースシャトル・コロンビア号のSTS-107 2003ミッションの空中分解事故で犠牲になった乗組員の記念碑が含まれている。

地球外の記念碑のリスト（ちきゅうがいのきねんひのリスト、英語: List of extraterrestrial memorials）は、地球上にないさまざまな種類の記念碑のリスト。

## 火星
宇宙船自体または着陸地点のいずれかで、いくつかの着陸地点に名前が付けられている。
- マルス2号とマルス3号の着陸船に関するソビエト連邦のペナント（1971年）[1]。
- トーマス・マッチ記念ステーション、バイキング1号の着陸船（1976年）[2]。
- ジェラルド・ソッフェン記念ステーション（英語版）、バイキング2号の着陸船（1976年）[3]。
- カールセーガン記念ステーション、マーズ・パスファインダー（ソジャーナ）基地（1997年）[4]。
- チャレンジャー記念ステーション、MER-B（オポチュニティ）着陸地点エリア（2004年）[5]。
- コロンビア記念ステーション、MER-A（スピリット）着陸地点エリア（2004年）[6]。
- グリーンバレー、フェニックス着陸船（2008年）。
- フェニックス DVD
- ブラッドベリ・ランディング、キュリオシティ着陸地点（2012年8月6日）[7]。（注：実際のハードウェアはありません。 ）
- ラファエルナバロ山（キュリオシティローバー; 2021年4月5日）
- 火星のキュリオシティ・リンカーン・ペニー
- インサイト着陸地点 、 インサイト着陸船（2018年）。
- オクティヴィア・E・バトラー・ランディング、パーサヴィアランスローバー着陸地点（2021年）。
- 医療従事者プレートと火星隕石への賛辞（パーサヴィアランスローバー）
- パーサヴィアランスローバーと人間のDNAと火星の家族の碑文「あなたの名前を火星に送ろう」。
- インジェニュイティヘリコプターは、最初の動力航空機の翼から小さな布片を運んだ。1903年、ライトフライヤー号はライト兄弟によって製造され飛行した[8][9]。その離着陸エリアはライト兄弟フィールドと呼ばれている。
- 「 Dare mighty things 」というコード化されたメッセージを含むパーサヴィアランスのパラシュート。

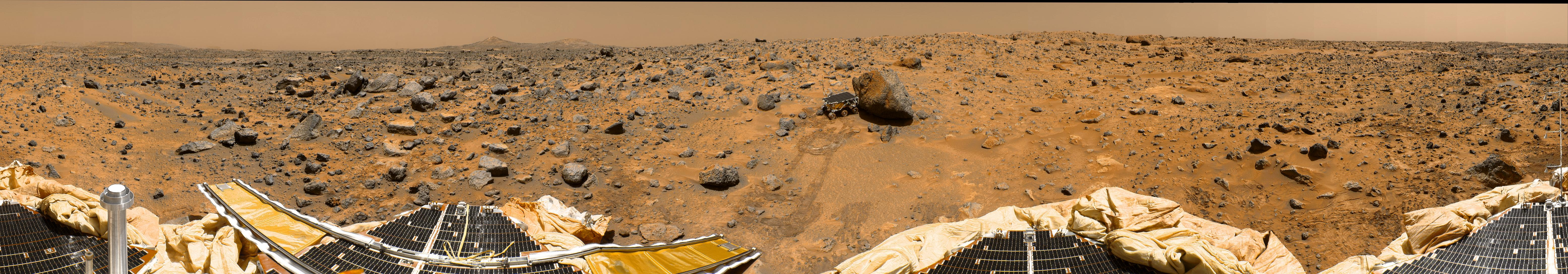
カールセーガン記念ステーション（1997年）

## 地球周回軌道
- LAGEOS-1のプラークは、カール・セーガンによって設計された。
- 国際宇宙ステーションのイモータリティ・ドライブ（英語版）
- エコー・スター XVI（英語版）に搭載されたGeoSatタイムカプセル、最後の写真（100枚の白黒写真を含む）。
- 国際宇宙ステーションのアポロ15号郵便カバー。
- 第42次長期滞在レゴ宇宙飛行士3名：テリー・バーツ（英語版）、アントン・シュカプレロフ、サマンサ・クリストフォレッティ。
- アーチミッション財団によるLEOライブラリ。

## 月
- フォーリン アストロノーツは、宇宙開発の発展において失われた命のための月のプラークと小さな記念像。1971年のアポロ15号のミッション中に月に配置された[10]
- アポロ11号、 12号、 14号、 15号、 16号、 17号はそれぞれ、着陸地点にプラーク（英語版）と旗（英語版）を残した。
- ルナ2号のインパクターに関するソビエト連邦のペナント[11]。
- チャンドラヤーン1号によって発射され、2008年11月14日に月面に衝突したISROの月面衝突装置（英語版）のインドの旗[12][13]。
- 月の博物館（英語版）は、アポロ12号の月着陸船の脚に残された。アンディ・ウォーホル、ロバート・ラウシェンバーグ、デビッド・ノヴロス（ドイツ語版）、フォレスト・マイヤーズ（英語版）、クレス・オルデンバーグ、ジョン・チェンバレン（英語版）のアートワークがある。
- セレスティスのルナ01。
- アーチミッション財団の月の図書館は、ベレシート月着陸船が墜落した後も生き残っている可能性がある。
- 嫦娥5号の中国の旗。

### 計画
- ペレグリン着陸船（英語版）の月の博物館ムーンアーク。カーネギーメロン大学製[14]
- 月面の人類の記憶、ハンガリーのチームプーリー（英語版）は、「月面の人類の記憶（MoM）」プロジェクトのタイムカプセルを送信する予定。カプセルには、10倍の拡大鏡で読み取り可能なアーカイブ画像とテキストを含むセラミックタブレットが収納されている。
- DHL Moonboxは、2021年にペレグリン着陸船の月に行く予定の記念品ボックス。DHLとエアバス・ディフェンス・アンド・スペースによって製造されている。
- DHL MoonBoxのすべてのペイロード
- アーチミッション財団による月の図書館
- アストロスケールの月の理想のタイムカプセル
- ノバ-C（英語版）月着陸船のルナプライス A タイムカプセル
- ルナ 03

## タイタン
- 土星の衛星のホイヘンス着陸地点、ユベールキュリアン記念ステーション[15]。

## 木星
- ジュノーの3つのLEGOフィギュア
- ジュノーのガリレオ・ガリレイプラーク

## そのほか
- マンフレッドメモリアルムーンミッション（月のフライバイと地球軌道、マンフレッドフックスの記念碑）。
- ボイジャー宇宙船に搭載された2つのボイジャーのゴールデンレコード。
- 太陽軌道のテスラロードスターにあるアーチミッションディスク1.2。
- ロゼッタ宇宙探査機にあるロゼッタディスクプロトタイプ。
- ニュー・ホライズンズ記念品。
- パイオニアプラーク、パイオニア10号とパイオニア11号の個々のプラーク。

### 提案
- KEO